# Verhütungsschwamm

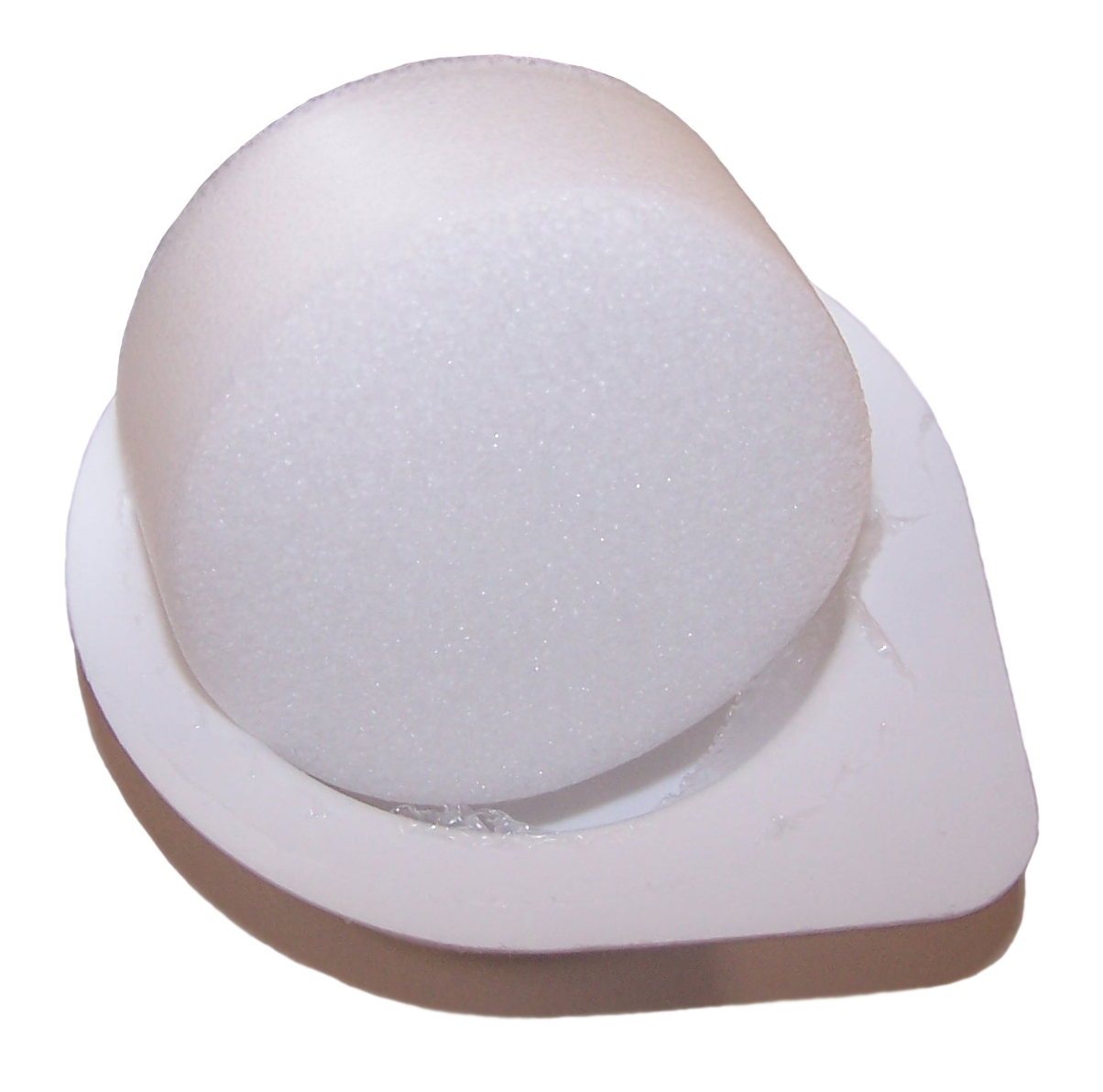
Verhütungsschwamm

Der Verhütungsschwamm kombiniert mechanische und chemische Methoden, um bei der Frau eine Fertilisation zu verhindern. Sein Pearl-Index ist mit 5 bis 10 angegeben.
Verhütungsschwämme funktionieren auf zwei Arten. Einerseits wird der Schwamm in die Vagina eingeführt, sodass er den Muttermund bedeckt und somit Spermien vom Eindringen abhält. Zum anderen werden die Schwämme mit Spermizid in ihrem Inneren hergestellt, das ebenfalls empfängnisverhütend wirkt.
Verhütungsschwämme müssen vor dem Geschlechtsverkehr vaginal eingeführt und auf dem Muttermund platziert werden, um wirksam zu sein.
Sie bieten keinen Schutz vor sexuell übertragbaren Erkrankungen. Diese Verhütungsmethode wurde traditionell mit Meeresschwämmen durchgeführt.

## Verhütungssicherheit
Der Hersteller des Schwammes der Marke Today gibt die Effektivität zur Schwangerschaftsvermeidung mit 89 % bis 91 % bei korrekter und beständiger Anwendung an. Bei nur teilweiser Missachtung der Herstelleranweisungen wird von Wirksamkeiten zwischen 84 % und 89 % berichtet. Andere Quellen geben geringere Wahrscheinlichkeiten für Frauen an, die bereits mindestens einmal entbunden haben: 74 % bei korrekter und beständiger Anwendung und 68 % bei üblicher Anwendung.
Studien beziffern die Erfolgsrate von Schwämmen der Marke Protectaid mit 77 % bis 91 %.
Schwämme der Marke Pharmatex haben laut Studien bei perfekter Anwendung eine Verhütungswahrscheinlichkeit von über 99 % pro Jahr. Die übliche Anwendung von Pharmatex-Schwämmen führt zu einer Wahrscheinlichkeit von über 81 % pro Jahr.

## Anwendung
Verhütungsschwämme können mit anderen Verhütungsmethoden kombiniert werden, um ihre Wirksamkeit zu erhöhen.
Sie sollten nicht während der Menstruation, bei Scheideninfektionen und kurz nach einer Entbindung verwendet werden.
Zur Benutzung des Today-Schwammes muss dieser mit Leitungswasser durchgängig befeuchtet sein. Hierfür benötigt man etwa 30 ml Wasser. Das Wasser dient der Aktivierung des im Schwamm eingeschlossenen Spermizids. Es wird kein zusätzliches Spermizid benötigt. Die Schwämme der Marken Protectaid und Pharmatex sind benutzungsfertig verpackt.
Der Verhütungsschwamm kann bis zu 24 Stunden vor dem Geschlechtsverkehr eingesetzt werden. Nach dem Geschlechtsverkehr muss er je nach Marke mindestens 2 bis 6 Stunden an seinem Platz verbleiben. Er sollte je nach Marke nicht länger als 12 bis 30 Stunden am Stück getragen werden.
Nachdem ein Schwamm nach erfolgtem Geschlechtsverkehr entfernt worden ist, sollte er nicht erneut benutzt werden.

## Geschichte
Von alters her benutzten Frauen natürliche Meeresschwämme als Verhütungsmittel oder auch als Menstruationsschwamm. Cleopatra soll sie schon benutzt haben. In Essig (als Spermizid) getränkte Meeresschwämme wurden Ende des 19. und Anfang des 20. Jahrhunderts von einigen Frauen eingeführt, um das Sperma zu blockieren und zu absorbieren, was jedoch nicht sehr effektiv war, da die Barriere durchlässig war.
Moderne Verhütungsschwämme werden von drei Marken vertrieben: Pharmatex ist in Frankreich und der kanadischen Provinz Québec erhältlich, Protectaid im Rest Kanadas und Europas und Today in den Vereinigten Staaten.

### Today-Schwamm
Der Today-Schwamm wurde ab 1976 entwickelt und in den USA im Jahr 1983 eingeführt. 1994 wurde er wieder vom Markt genommen. Ab März 2003 war er wieder in Kanada erhältlich, in den USA ab dem September 2005. Nachdem das Mutterunternehmen des Herstellers im Jahr 2007 seine Insolvenz erklärte, war die Marke bis zur Wiedereinführung im Jahr 2009 nicht erhältlich.

### Pharmatex-Schwamm
Der Pharmatex-Schwamm wurde im Jahr 1984 in Frankreich und der kanadischen Provinz Quebec eingeführt.

### Protectaid-Schwamm
Der Protectaid-Schwamm wurde 1996 in Kanada und 2000 in Europa eingeführt.

## Spermizid
Neben der mechanischen Wirkungsweise des Verhütungsschwammes kommt dem Spermizid als chemischer Komponente eine wichtige Bedeutung zu. Hierbei verwenden die verschiedenen Marken jeweils andere Zusammensetzungen.
Ein Today-Schwamm beinhaltet 1000 mg Nonoxinol 9. Ein Protectaid-Schwamm beinhaltet 5000 mg F5-Gel mit drei Wirkstoffen (6,25 mg Nonoxinol 9; 6,25 mg Benzalkoniumchlorid und 25 mg Cholsäure). Ein Pharmatex-Schwamm beinhaltet 60 mg Benzalkoniumchlorid.

## Nebenwirkungen
Einige Menschen sind gegen das verwendete Spermizid allergisch. Frauen, die Verhütungsschwämme nutzen, tragen ein erhöhtes Risiko von Kandidosen und Harnwegsinfekten. Unsachgemäße Benutzung, wie die zu späte Entfernung des Schwammes, kann zu einem toxischen Schocksyndrom führen.
Das Spermizid Nonoxinol 9, das im Today-Schwamm in einer hohen Dosis enthalten ist, kann zu bestimmten Risiken für Personen führen, die Schwämme dieser Marke mehrmals am Tag benutzen. Hier kann Nonoxinol 9 zu Hautreizungen führen, die zu einer höheren Übertragungswahrscheinlichkeit von HIV und anderen sexuell übertragbaren Erkrankungen beitragen.

## Darstellung in der Populärkultur
- Kurz nachdem der Verhütungsschwamm vom US-amerikanischen Markt genommen worden war, spielte er in Episode 119 The Sponge der Sitcom Seinfeld eine wichtige Rolle. In dieser Episode rationiert Elaine Benes ihre verbleibenden Today-Schwämme, indem sie Geschlechtsverkehr verweigert, solange sie nicht sicher ist, dass ihr Partner Schwämmchen-würdig ist.[15]
- Im Film Clueless – Was sonst! (1995) gibt es eine Szene, in der Dionne Davenport und Tai Frasier über Geschlechtsverkehr diskutieren und Dionne ihn fragt, ob der Schwamm auch bei Geschlechtsverkehr im Wasser funktioniere.
- In der Fernsehserie Willkommen im Leben von 1994 wird Angela vom Doktor geraten, einen Verhütungsschwamm zu benutzen, falls sie über Geschlechtsverkehr nachdenke.
- Gwenda Blair: Mop ’n’ Glow. The Absorbing Story of the Contraceptive Sponge. In: The Village Voice, 1 (1984), S. 1.